# Wszechświat (czasopismo)
Wszechświat – polskie czasopismo popularnonaukowe poświęcone naukom przyrodniczym, wydawane przez Polskie Towarzystwo Przyrodników im. Kopernika w formie kwartalnika. Wszechświat, założony w 1882, jest drugim (po Kosmosie) najstarszym wciąż istniejącym polskim czasopismem popularnonaukowm.

## Historia
Wydawanie pisma jako dwutygodnika omawiającego problematykę przyrodniczą i nauk ścisłych rozpoczęto w 1882 r. w Warszawie. Inicjatorami powstania periodyku i jego redaktorami były osoby z kadry i absolwenci rozwiązanej już wówczas Szkoły Głównej. Pierwszym i długoletnim redaktorem naczelnym był chemik Bronisław Znatowicz, który piastował stanowisko aż do wybuchu I wojny światowej, gdy pismo zamknięto. 
Wszechświat został reaktywowany w 1927 r. jako miesięcznik i od tego czasu wychodzi nieprzerwanie do dziś, z wyjątkiem okresu II wojny światowej. W 1929 r. redaktorem naczelnym został Jan Dembowski, który kierował pismem do wybuchu wojny. Doprowadził on do przejęcia czasopisma przez Polskie Towarzystwo Przyrodników im. Kopernika w 1930 i przeniesienia redakcji do Wilna. 
W 1945 r. geolog Kazimierz Maślankiewicz i zoolog Zygmunt Grodziński reaktywowali ponownie pismo, tym razem w Krakowie.
W latach 1981–2002 redaktorem naczelnym Wszechświata był Jerzy Vetulani. Obecnie stanowisko to zajmuje Maria Śmiałowska, zaś przewodniczącym Rady Redakcyjnej jest Irena Nalepa. Regularnie z czasopismem współpracują również m.in. Ryszard Tadeusiewicz, January Weiner, Bronisław Wołoszyn, Marek Sanak, Elżbieta Pyza. Kwartalnik wspierany jest przez Polską Akademię Umiejętności oraz Akademię Górniczo-Hutniczą.
W latach 80. współpracę z pismem nawiązali m.in. malarz Zbylut Grzywacz i fotograf Darek Karp.